# 미소녀 클럽 31
미소녀 클럽 31(일본어: 美少女クラブ31 びしょうじょクラブさんじゅういち[*])은 일본의 여성 아이돌 그룹이다. 오스카 프로모션 주최 청소년 오디션 미인 선발대회인 「일본 미소녀 선발대회」 2002년~2004년 대회 (제8회~제10회)의 입상자를 중심으로, 미소녀 그룹을 선발하는 대회로 일본 가수 모닝구무스메가 인정받은 방송 연예 프로그램이다. 일본 미소녀 선발대회 중 제8회 대회의 그랑프리상을 휩쓴 시부야 아스카와 사카타 미즈호의 2인 미소녀가 후보로 나왔다. 또한, 미소녀 그룹의 활력과 멤버의 활력을 이룬 방송 연예 프로그램이기도 하다. 2003년 8월 26일, 미소녀 클럽 21을 결성. 2004년 9월 30일, 멤버를 10인으로 결성하여 「미소녀 클럽 21」에서 「미소녀 클럽 31」으로 전환했다.
2006년 12월에 행해진 팬클럽 이벤트를 마지막으로 그룹으로의 활동은 휴지 상태이다.

## 멤버

### 1기
- 고토 미유 (後藤みゆう)
- 사이토 마이 (斉藤麻衣)
- 사카이 에리 (酒井瑛里)
- 사카타 미즈호 (阪田瑞穂)
- 시부야 아스카 (渋谷飛鳥)
- 시미즈 유키 (清水由紀)
- 나이토 리사 (内藤理沙)
- 나카지마 유이 (中島唯)
- 나카무라 시즈카 (中村静香)
- 하라 미키에 (原幹恵)
- 혼다 유카 (本田有花)
- 미야와키 리나 (宮脇里奈)
- 모리타 아야카 (森田彩華)
- 야마카와 사야 (山川紗弥)
- 와타나베 아야노 (渡辺彩乃)

### 2기

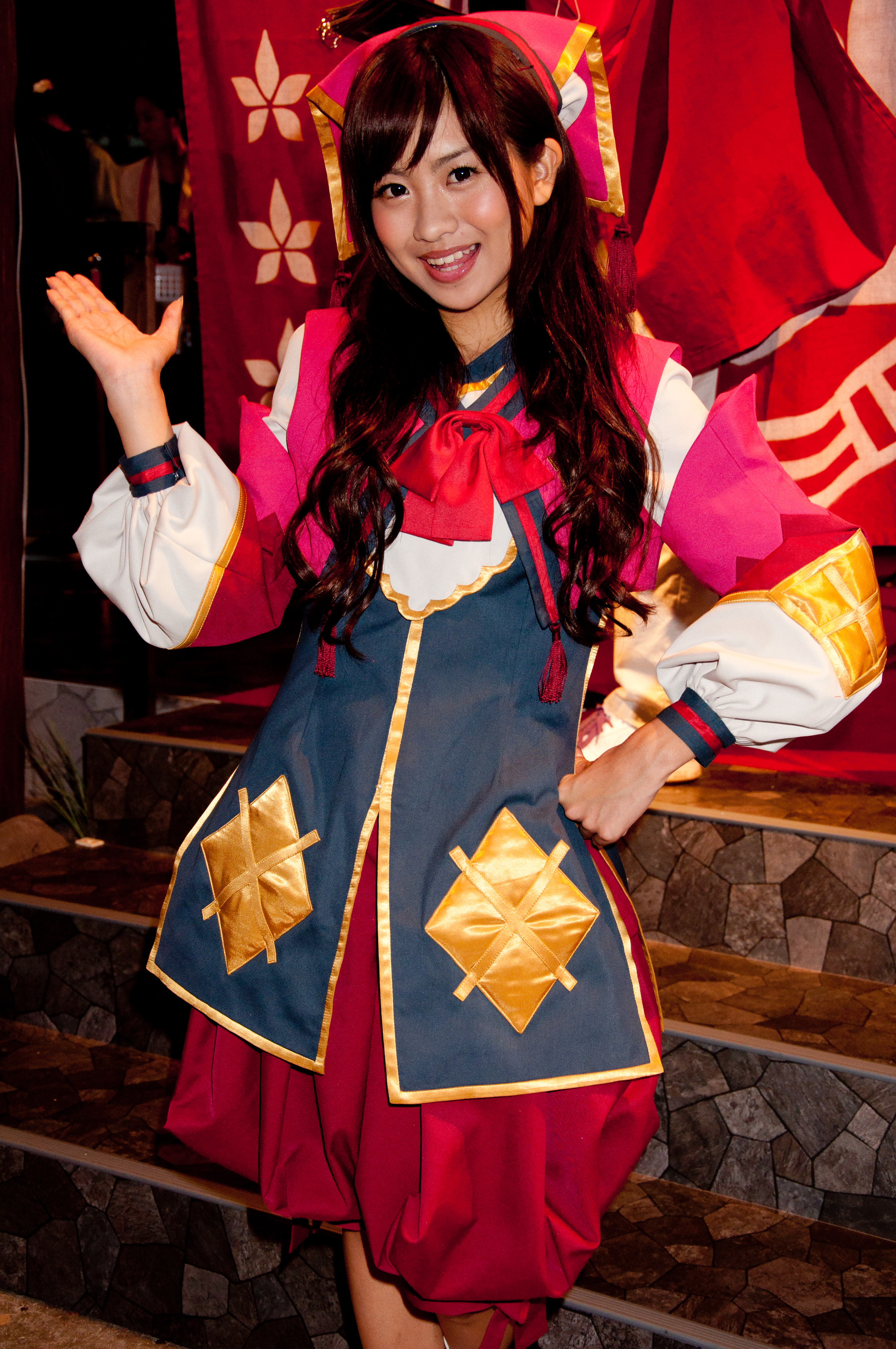
소다 마리에

- 아리가 코하루 (有賀小陽)
- 소다 마리에 (曽田茉莉江)
- 다카베 아이 (高部あい)
- 후쿠다 사키 (福田沙紀)
- 마츠시마 유메 (松島夢女)
- 모리카와 카나코 (森川加奈子)
- 야하기 하루나 (矢萩春菜)
- 야마우치 쿠루미 (山内久留実)

### 전 멤버
- 기무라 아케미 (木村朱美)
- 키나 유리나 (喜納由梨菜)
- 이치카와 에미 (依知川絵美)
- 카시와기 타카요 (柏木貴代)
- 야마조에 아오이 (山添葵)
- 사카마키 유리아 (坂巻優里亜)
- 오카야스 레나 (岡安麗奈)
- 사카모토 마리아 (坂本真里亜)
- 아라시로 베니 (安良城紅)

## 출연 작품

### 텔레비전
- 걸즈 어 고고! 미소녀 클럽 31(GIRLS A GOGO!美少女クラブ31, 테레비아사히, BS 아사히) - 2004년 10월부터 2005년 9월까지
- 고고!(GOGO, 테레비아사히, BS아사히) - 2005년 9월부터 2006년 10월 13일까지
- 연애백경(びしょうじょクラブさんじゅういち, 테레비아사히, BS 아사히) - 2006년 10월 16일부터

### 라디오
- 뷰티풀라디오 미소녀 클럽 21(Beautiful Radio・美少女クラブ21, 닛폰방송) - 21인 시대 방송・현재 종료
- 뷰티풀라디오 미소녀 클럽 31(Beautiful Radio・美少女クラブ31, 닛폰방송)

## 음악

### 싱글
- 다디다☆고! 고!(Da Di Da☆Go! Go!)
- 도쿄 고메트 투어(東京 Gourmet Tour)

## 서적
- 듀에트(Duet)(호무샤, 슈에이샤)
- 묘조(Myojo)(슈에이샤)
- 포테이토(POTATO)(교연)
- 봄!(BOMB!)(교연)
- 주논(JUNON)(주부와 생활사)
- 킨다이(Kindai)(역대영화사)
- 멜쵸알파(メルちょ＠)

## 관련 참고
- 미소녀
- 모리타 클럽
- 틴에이지 클럽
- 디디디